# Griff (Sängerin)
Sarah Faith Griffiths (* 2001 in Kings Langley, Hertfordshire), bekannt als Griff, ist eine englische Singer-Songwriterin. Bei der Expertenprognose Sound of 2021 belegte sie Platz 5.

## Biografie
Sarah Griffiths ist die Tochter einer Chinesin und eines Jamaikaners. Sie wuchs in einer kleinen Ortschaft nahe London auf. In ihrer Kindheit sang sie in der Kirche und besuchte eine Musikschule. Von ihrem Bruder lieh sie sich ein Audio-System, um eigene Lieder aufzunehmen. Nach Abschluss der Schule beschloss sie, eine Auszeit für ihre Musik zu nehmen. Mit 18 Jahren veröffentlichte sie den Song Mirror Talk. Sie bekam einen Plattenvertrag beim Label Warner Music und brachte 2019 ihre gleichnamige Debüt-EP heraus.
Sie schrieb eigene Songs und machte eine Reihe weiterer Veröffentlichungen. Sie schrieb aber auch Songs, die von Anderen aufgenommen wurden. Unter anderem war sie an I Love You’s von Hailee Steinfelds EP Half Written Story beteiligt. Beim Ivor Novello Award war sie für eine Auszeichnung als Nachwuchssongautorin nominiert. Ende 2020 sang sie Love Is a Compass für das Weihnachtsvideo von Disney und schaffte mit dem Song den Einstieg in die britischen Singlecharts. Bei der Prognose für den Sound of 2021 der BBC belegte sie Anfang 2021 Platz 5.

## Diskografie
EPs
- 2019: The Mirror Talk
- 2021: One Foot In Front Of The Other

Singles
- 2019: Mirror Talk
- 2019: Didn’t Break It Enough
- 2019: Paradise
- 2019: Eternal Flame
- 2020: Good Stuff
- 2020: Forgive Myself
- 2020: Say It Again
- 2020: 1,000,000 × Better (mit Honne)
- 2020: Inside Out (mit Zedd)
- 2020: Love Is a Compass
- 2021: Black Hole

## Auszeichnungen für Musikverkäufe
| Goldene Schallplatte - Australien - 2023: für die Single Black Hole |

Anmerkung: Auszeichnungen in Ländern aus den Charttabellen bzw. Chartboxen sind in ebendiesen zu finden.
| Land/RegionAuszeichnungen für Musikverkäufe (Land/Region, Auszeichnungen, Verkäufe, Quellen) | Silber     | Gold     | Platin | Verkäufe | Quellen     |
| -------------------------------------------------------------------------------------------- | ---------- | -------- | ------ | -------- | ----------- |
| Australien (ARIA)                                                                            | —          | Gold1    | —      | 35.000   | aria.com.au |
| Vereinigtes Königreich (BPI)                                                                 | 2× Silber2 | Gold1    | —      | 800.000  | bpi.co.uk   |
| Insgesamt                                                                                    | 2× Silber2 | 2× Gold2 | —      |          |             |